# Show Me Your Soul
«Show Me Your Soul» es un sencillo de la banda de rock Red Hot Chili Peppers, lanzado en 1990, como parte de la banda sonora de la película Pretty Woman. La canción fue inicialmente planeada para su álbum de 1989 Mother's Milk, aunque no fue tenida en cuenta. Posteriormente fue lanzada varias veces como B-side de canciones de ese disco, como Taste The Pain o Knock Me Down, y finalmente, fue incluida en su recopilación de 1992 What Hits!? Alcanzó el puesto N.º 10 del Billboard Modern Rock Chart.

## Lista de canciones
12" Sencillo promocional para radio (1990)
1. «Show Me Your Soul»

Sencillo promocional CD (1990)
1. «Show Me Your Soul»

## Posicionamiento
| Lista (1990)                      | Posición más alta |
| --------------------------------- | ----------------- |
| U.S. Billboard Modern Rock Tracks | 10                |

## Personal
- Anthony Kiedis - voz
- Flea - bajo, coro
- John Frusciante - guitarra, coro
- Chad Smith - batería

### Músicos adicionales
Billy Preston, teclado